# Борислав Ђуровић
Борислав Ђуровић (Никшић, 12. март 1952 — Београд, 25. април 2003) је био југословенски и црногорски професионални фудбалер.

## Клупска каријера
Познат по надимку Гајица, Ђуровић је каријеру започео у матичном клубу Сутјеска, али му нису дозволили да пређе у већи клуб после испадања Сутјеске 1973. После две године без играња, коначно је прешао у Партизан за који је одиграо 313 утакмица, рачунајућу сва такмичењима и постигао је голове на 14 утакмица и освојио две лигашке титуле. Постигао је гол за Партизан у Европском купу 1978/79. против источнонемачког Динама из Дрездена.
Касније је играо две сезоне у иностранству у Шпанији, са Реал Ваљадолидом.

## Репрезентација
Ђуровић је одиграо 30 утакмица за омладинску репрезентацију Југославије.

## Смрт
Изненада је преминуо у Београду 2003. године, са само 51. годином. У Никшићу му је Партизан подигао спомен-чесму у част.

## Остварења
Партизан
- Првенство Југославије у фудбалу: 1975/76, 1977/78.